# Карабахски хребет
Карабахският хребет (на азербайджански: Qarabağ silsiləsi; на руски: Карабахский хребет) е най-южният хребет в планинската система на Малък Кавказ. Простира се на 115 km от север-северозапад на юг-югоизток в западната част на Азербайджан, между долините на реките Тертер на север и Аракс на юг, десни притоци на Кура. На запад долините на реките Тутхун (десен приток на Тертер) и Акера (ляв приток на Аракс) го отделят от Карабахската планинска земя. Максимална височина връх Голям Кирс 2724 m, (39°38′47″ с. ш. 46°44′57″ и. д. / 39.646389° с. ш. 46.749167° и. д.), издигащ се в средната му част, на 15 km южно от град Степанакерт. Изграден е основно от седиментни и вулканогенни наслаги. По западните му склонове се спускат малки, къси и бурни потоци леви притоци на река Акера, а от източните му полегати склонове водят началото си по-дълги реки десни притоци на Кура и леви притоци на Аракс. Склоновете му са покрити с дъбови гори. По източното му подножие са разположени градовете Степанакерт, Шуша и Джебраил, а по западното – Лачин.

## Топографска карта
- К-38-XХХV М 1:200000[2]